# Cantó de Chailland
El cantó de Chailland és un cantó francès del departament del Mayenne, situat al districte de Laval. Té 9 municipis i el cap és Chailland.

## Municipis
- Andouillé
- La Baconnière
- La Bigottière
- Chailland
- La Croixille
- Juvigné
- Saint-Germain-le-Guillaume
- Saint-Hilaire-du-Maine
- Saint-Pierre-des-Landes

## Història
| Data d'elecció                           | Identitat                      | Partit                     | Qualitat |
| ---------------------------------------- | ------------------------------ | -------------------------- | -------- |
| 1945-1949                                | M. Jouis                       | radical                    |          |
| 1949-1967                                | M. Beucher                     | radical                    |          |
| 1967-1973                                | Raymond du Breil de Pontbriand | Divers droite              |          |
| 1973-1979                                | René Boullier de Branche       | RI, després UDF            |          |
| 1979-1992                                | Anne-Marie de Branche          | UDF-PR                     |          |
| 1992-1998                                | Pierre-Marie Jammes            | divers droite, després MPF |          |
| 1998-2011                                | Gérard Lemonnier               | UDF, després Divers droite |          |
| 2011-                                    | Claude Tarlevé                 | Divers droite              |          |
| les dades anteriors no són pas conegudes |                                |                            |          |
|                                          |                                |                            |          |

| A partir de 1990: Població sense dobles comptes |